# فليحي (ملاثاني)
فلیحی (بالفارسية: فلیحی) هي منطقة سكنية تقع في إيران في قسم ملاثاني الريفي. يقدر عدد سكانها بـ 193 نسمة بحسب إحصاء 2016.